# Kakao
Kakao (Какао, кор. 카카오) — южнокорейская компания, образовавшаяся в октябре 2014 года путём слияния Daum Communications (оператора портала Daum, второго по популярности в своей стране) и Kakao Corp (разработчика самой популярного в Южной Корее сервиса для мгновенного обмена сообщениями KakaoTalk). Сначала называлась Daum Kakao (Таым Какао, кор. 다음카카오).
В сентябре 2015 года компания была переименована из Daum Kakao в просто Kakao.

## Продукты и сервисы
Продукты и сервисы компании доступны на английском и корейском языках. В основном все сервисы и продукты предназначены для жителей Кореи. Самым популярным сервисом является мессенджер KakaoTalk. Также в компании присутствуют такие приложения как KakaoStory, KakaoTaxi, KakaoTV, Zap, KakaoGroup, KakaoTopic, KakaoMusic, KakaoStyle, KakaoHome, KakaoPage, KakaoPlace, KakaoAlbum, KakaoAgit, KakaoGame, KakaoAccount. Также данная компания владеет корейским интернет-порталом Daum.

## История
В 2006 году южнокорейский предприниматель Ким Бомсу создает компанию «Kakao Corp», которая стала непосредственно связана с разработкой и созданием мессенджера «KakaoTalk». Ранее Ким Бомсу был генеральным директором «NHN Corporation», организации, возникшая в результате слияния компаний «Hangame» и «Naver.com».
В августе 2013 года три из десяти лучших игр «App Annie» для Android были связаны с платформой «KakaoTalk» — Everyone’s Marble, Cookie Run и Anipang. Поскольку 93 процента пользователей Южной Кореи ежедневно используют приложение KakaoTalk, то бесплатные загрузки игр Ani Pang и Dragon Flight, в которые можно играть только с зарегистрированной учетной записью KakaoTalk, неформально вошли в список «национальных» игр — фактически в них играли все корейцы, использующие KakaoTalk.
«Kakao Corp» получила общий доход в размере около 200 миллионов долларов США за счет игр, цифрового контента, мобильной коммерции и маркетинговых каналов для брендов и знаменитостей. Корпорация Kakao была названа лучшим разработчиком на Google Android Market, а KakaoTalk стала лучшим бесплатным приложением для SMS по версии Cnet.
Согласно отчету «App Annie» за декабрь 2013 года компания «Kakao» занимает третье место в мире по размеру ежемесячного дохода в системе Google Play. Kakao Corp — издатель номер один для iOS и Google Play в Южной Корее, а KakaoTalk — приложение номер один по доходу для iOS и Google Play в Южной Корее.
KakaoTalk был номинирован на премию «Global Mobile Awards 2014» в номинации «Самое инновационное мобильное приложение». Kakao Corp. согласилась купить «Daum Communications Corp», чтобы сократить расходы и сэкономить время для ускорения роста и получения листинга на бирже в Сеуле.
10 марта 2015 года компания запустила свой сервис KakaoTaxi, который позволяет пользователям вызывать такси с помощью приложения KakaoTaxi. Благодаря многим таксомоторным компаниям, сотрудничающим со службой KakaoTaxi, около 600 000 клиентов такси ежедневно пользовались платформой  в течение восьми месяцев после ее запуска.